# Raupenhelm

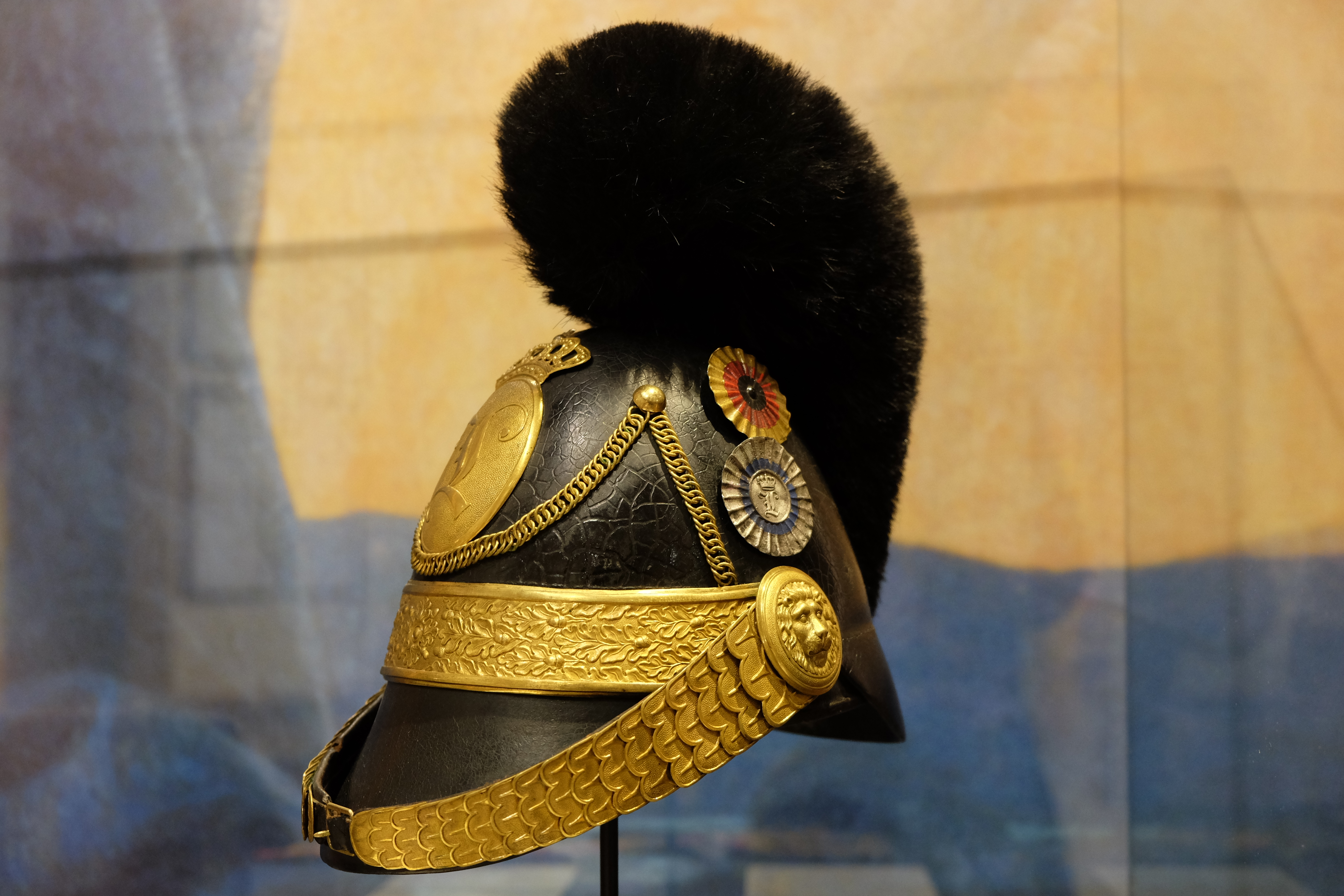
Raupenhelm der bayerischen Armee 1866

Der Raupenhelm ist ein militärischer Helmtyp, bei dem über der Helmglocke (direkt oder auf einem Metallbügel) eine Pelzraupe angebracht ist. Oft, insbesondere bei niedrigeren Rängen, war die Raupe nur aus Wolle gefertigt. Die Helmglocke bestand aus Metall oder Leder und schützte den Träger ausreichend vor Säbelhieben. Hinzu kam ein (in der Regel metallener) Kinnriemen, der zusätzlichen Schutz bot. 
Dem Raupenhelm ähnlich ist der Kammhelm, der mit oder ohne Rosshaarschweif (Helmbusch) getragen wurde.

## Geschichte
Der Raupenhelm kam bereits in der Antike vor, verschwand dann aber wieder. Ab dem Amerikanischen Unabhängigkeitskrieg fand er insbesondere bei der Kavallerie wieder zunehmende Verbreitung. Der englische Raupenhelmtyp mit seiner in die Stirn gezogenen Raupe ist nach Banastre Tarleton (einem britischen Kommandeur dieses Krieges) benannt. Im vorrevolutionären Frankreich, in Bayern, Württemberg, Baden und Österreich trugen den Raupenhelm bzw. den Kammhelm auch große Teile der Fußtruppen. Im Verlauf der Napoleonischen Kriege wurde dieser Helmtyp bei den Fußtruppen aber weitgehend durch den billiger herzustellenden Tschako verdrängt. 
Zuerst in Deutschland und nach dessen Vorbild dann in vielen weiteren Ländern, ersetzte ab 1843 die Pickelhaube zumindest vorübergehend die bisherigen Tschako- oder Helmarten. In Bayern hielt man bis zum Tod Ludwigs II. (1886) an dieser für das bayerische Heer charakteristischen Helmform fest. Die französische Kavallerie zog mit dem Rossschweifhelm in den Ersten Weltkrieg. In Österreich-Ungarn gehörte der ohne Schweif oder Raupe getragene Kammhelm, bis zur Einführung des Stahlhelms (1916), zur Gefechtsausrüstung der k.u.k. Dragoner. 
In einigen militärischen Repräsentationseinheiten ist der Kammhelm noch heute Bestandteil der Paradeuniform, so bei der französischen Garde républicaine oder bei den Corazzieri in Italien. Dort wird er jeweils mit Rosshaarschweif getragen.

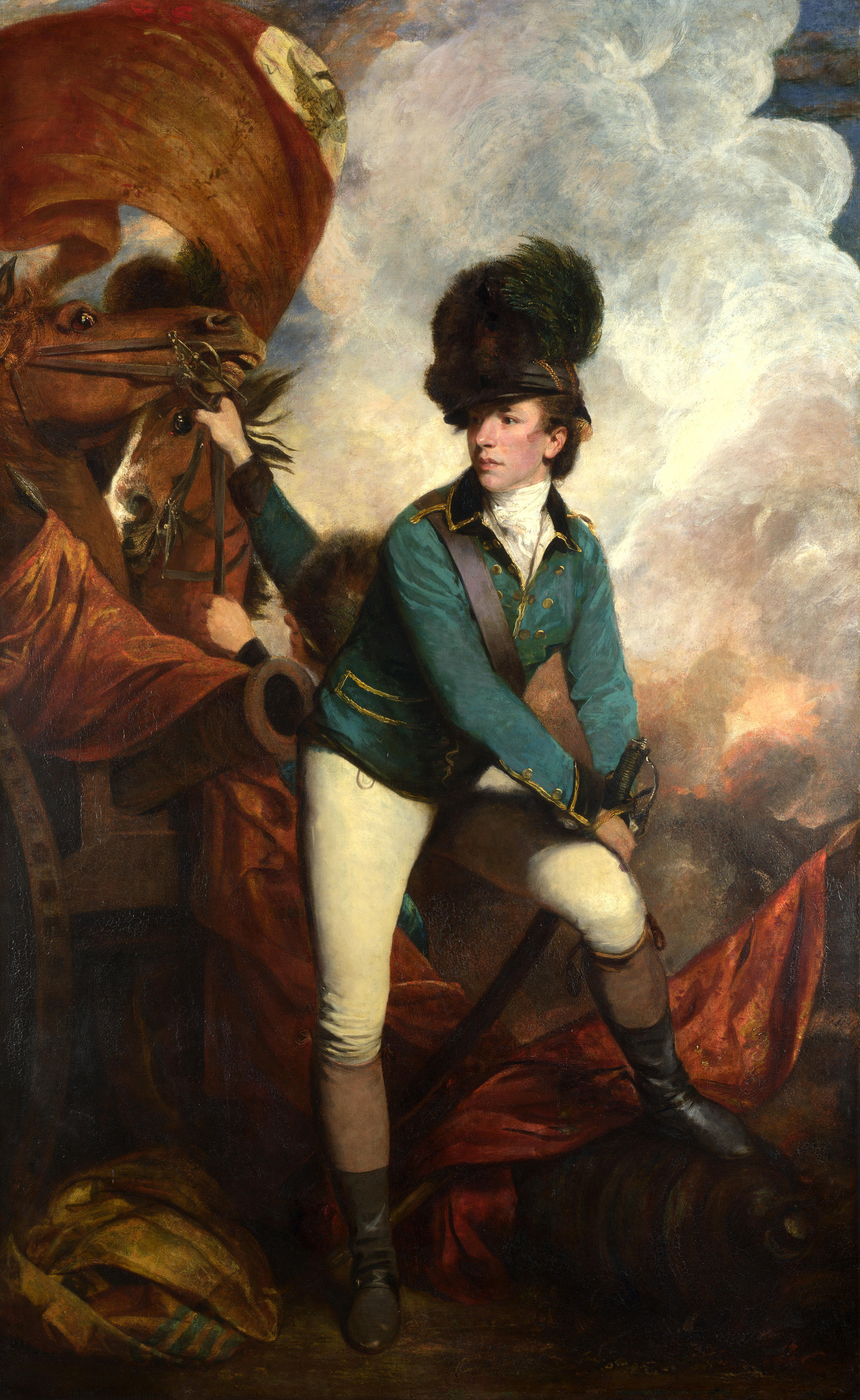
Banastre Tarleton, Ölgemälde von Sir Joshua Reynolds, 1782
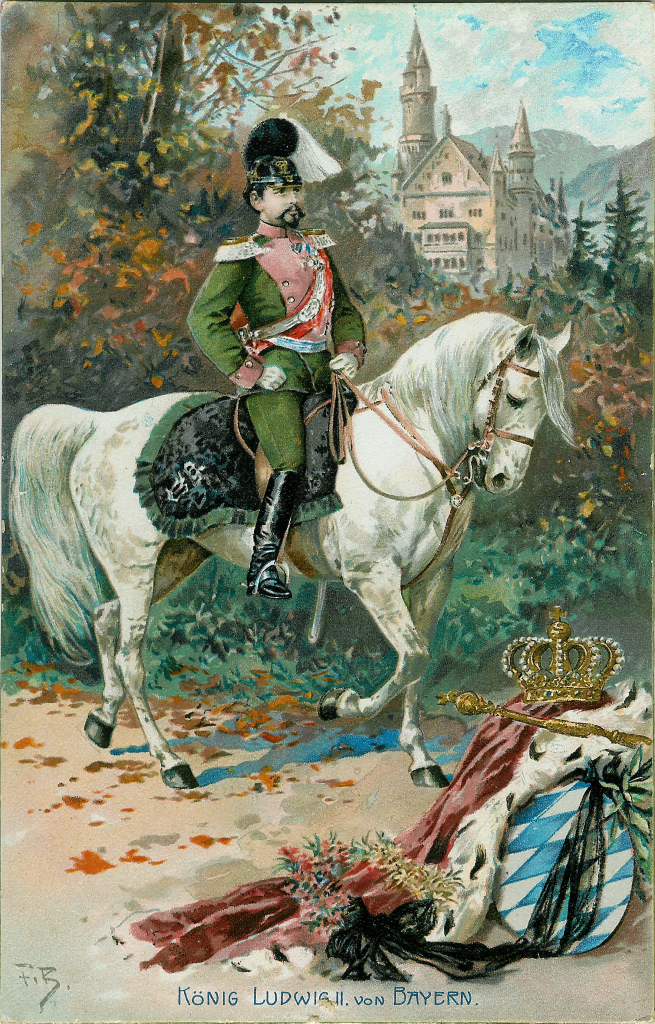
Ludwig II. in Uniform des 4. Chevauleger Regiments mit Raupenhelm. Die Raupe direkt auf der ledernen Helmglocke
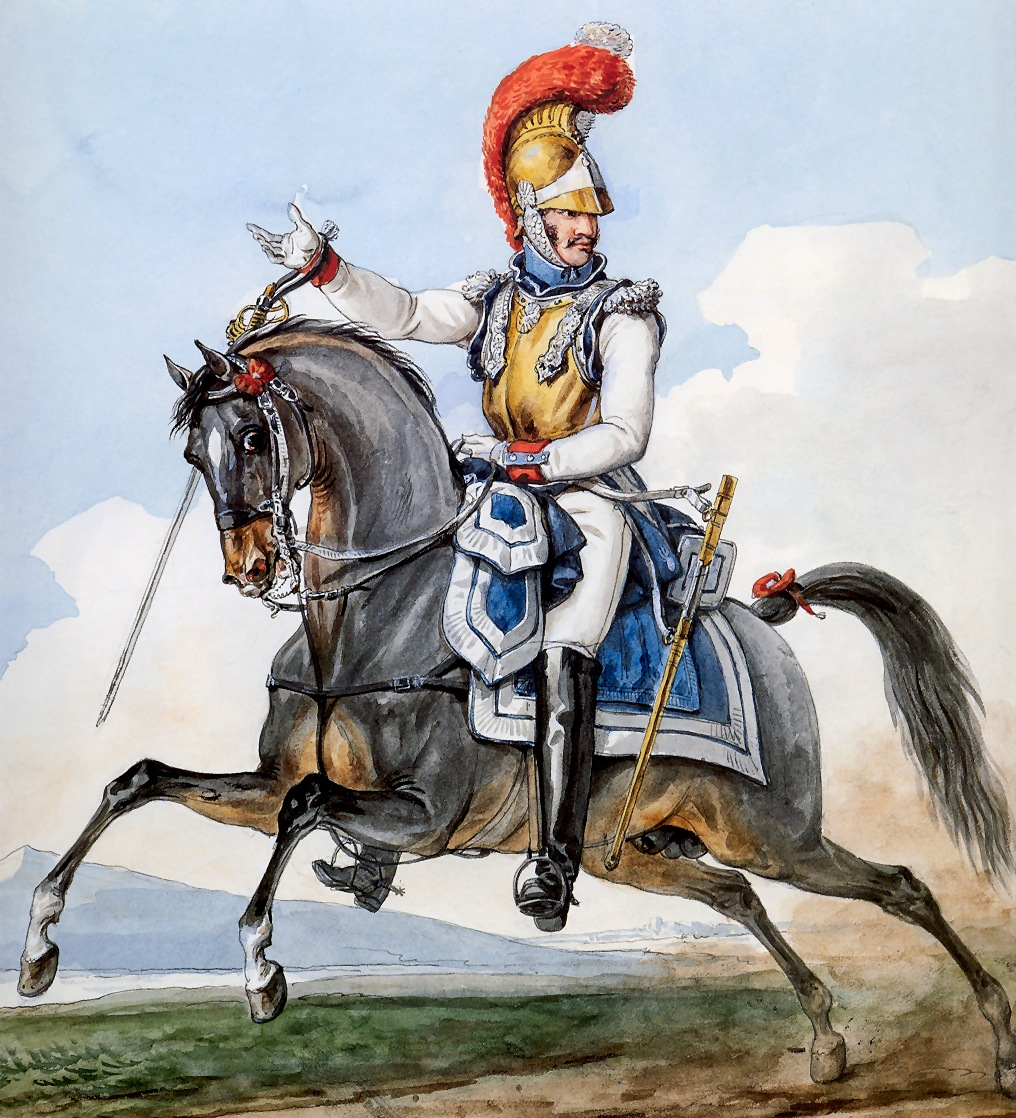
Offizier der französischen Carabiniers, 1812; die Raupe über der Helmglocke auf einem Bügel
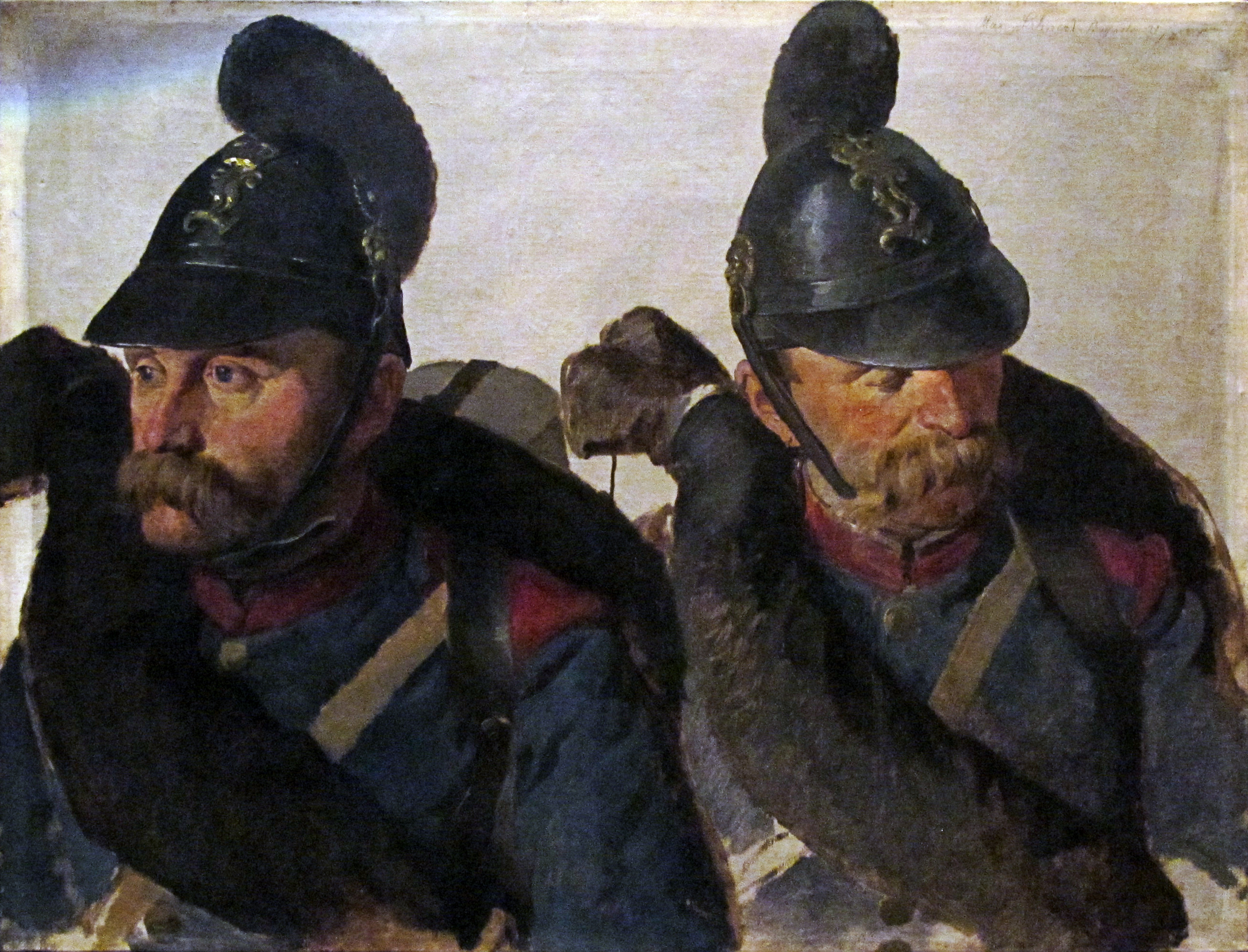
Louis Braun: Bayerischer Infanterist, Max Lehner, Krankenträger der Sanitätskompanie
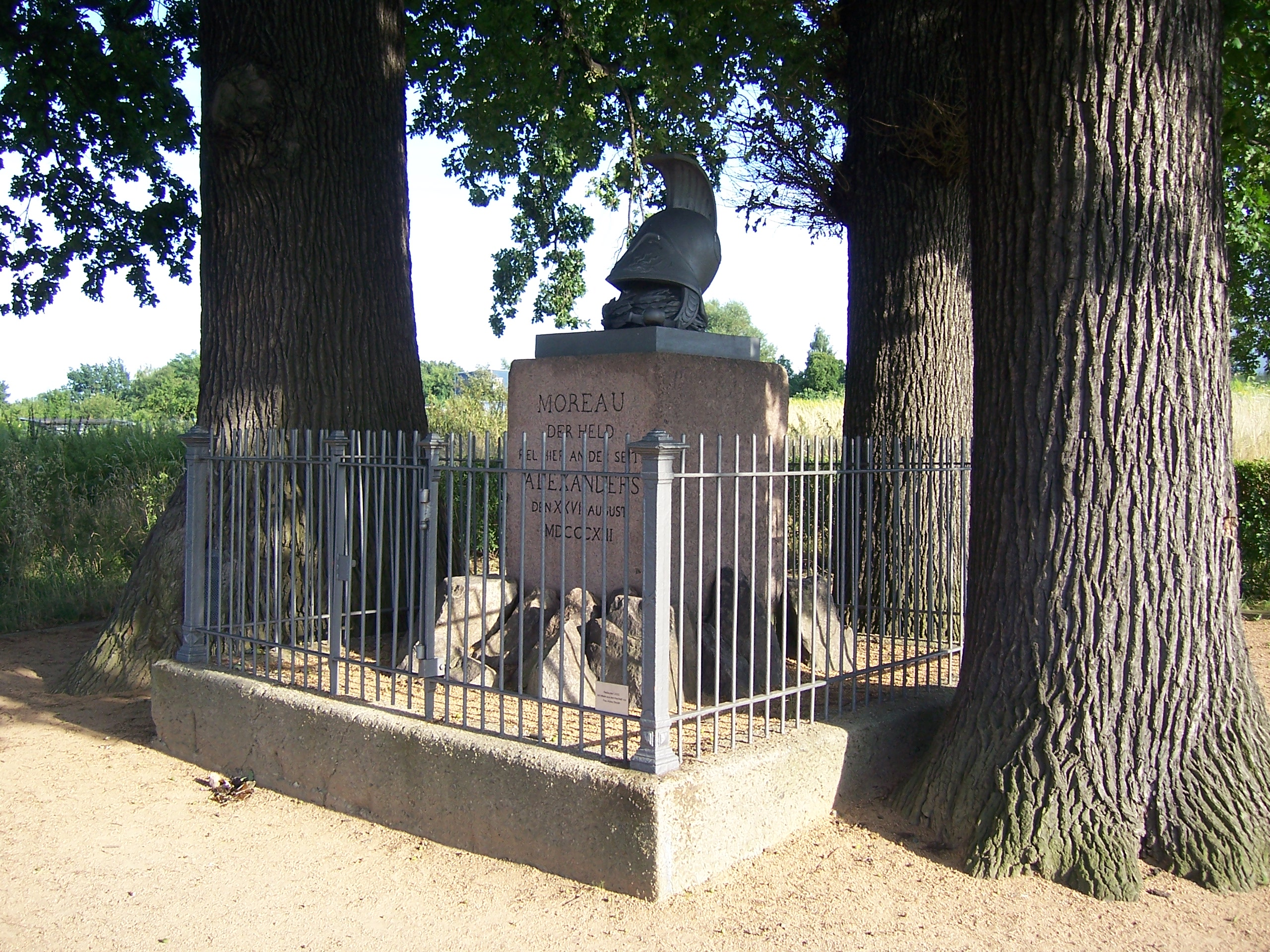
Ein Raupenhelm krönt das Moreau-Denkmal in Dresden
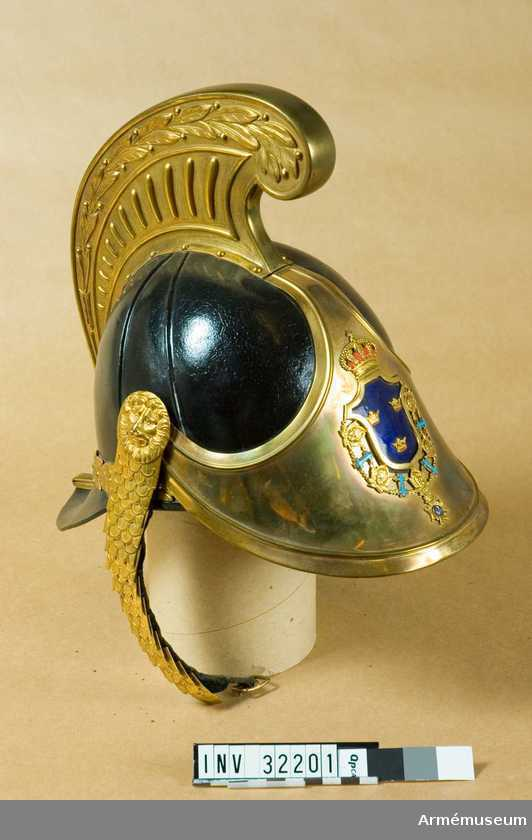
Helm der schwedischen Livgarde